# Taeniochorista bifurcata
Taeniochorista bifurcata är en näbbsländeart som beskrevs av Edgar F. Riek 1973. Taeniochorista bifurcata ingår i släktet Taeniochorista och familjen Choristidae. Inga underarter finns listade i Catalogue of Life.